# Fröhlich-díj
A Fröhlich-díjat a London Mathematical Society alapította Albrecht Fröhlich emlékére. Minden páros évben kerül kiosztásra. A matematika bármely területén elért áttörő eredményért ítélik oda 40 évnél fiatalabb brit matematikusnak.

## A díjazottak
- 2004: Ian Grojnowski
- 2006: Michael Weiss
- 2008: Nicholas Higham
- 2010: Jonathan Keating
- 2012: Trevor Wooley
- 2014: Martin Hairer
- 2016: Dominic Joyce

## Külső hivatkozások
- A Fröhlich-díj leírása[halott link]